# Llista d'asteroides/199101-199200
| Nom      | Designació provisional | Data de descobriment   | Lloc de descobriment | Descobridor/s       |
| -------- | ---------------------- | ---------------------- | -------------------- | ------------------- |
| 199101 - | 2005 YR31              | 22 de desembre de 2005 | Kitt Peak            | Spacewatch          |
| 199102 - | 2005 YO34              | 24 de desembre de 2005 | Kitt Peak            | Spacewatch          |
| 199103 - | 2005 YY35              | 25 de desembre de 2005 | Kitt Peak            | Spacewatch          |
| 199104 - | 2005 YF43              | 24 de desembre de 2005 | Kitt Peak            | Spacewatch          |
| 199105 - | 2005 YM43              | 24 de desembre de 2005 | Kitt Peak            | Spacewatch          |
| 199106 - | 2005 YP46              | 25 de desembre de 2005 | Kitt Peak            | Spacewatch          |
| 199107 - | 2005 YH47              | 25 de desembre de 2005 | Kitt Peak            | Spacewatch          |
| 199108 - | 2005 YO47              | 26 de desembre de 2005 | Kitt Peak            | Spacewatch          |
| 199109 - | 2005 YJ48              | 22 de desembre de 2005 | Kitt Peak            | Spacewatch          |
| 199110 - | 2005 YJ49              | 22 de desembre de 2005 | Kitt Peak            | Spacewatch          |
| 199111 - | 2005 YN49              | 22 de desembre de 2005 | Kitt Peak            | Spacewatch          |
| 199112 - | 2005 YN50              | 25 de desembre de 2005 | Kitt Peak            | Spacewatch          |
| 199113 - | 2005 YO56              | 22 de desembre de 2005 | Kitt Peak            | Spacewatch          |
| 199114 - | 2005 YG58              | 24 de desembre de 2005 | Kitt Peak            | Spacewatch          |
| 199115 - | 2005 YV60              | 23 de desembre de 2005 | Kitt Peak            | Spacewatch          |
| 199116 - | 2005 YZ60              | 23 de desembre de 2005 | Kitt Peak            | Spacewatch          |
| 199117 - | 2005 YC67              | 26 de desembre de 2005 | Kitt Peak            | Spacewatch          |
| 199118 - | 2005 YV75              | 24 de desembre de 2005 | Kitt Peak            | Spacewatch          |
| 199119 - | 2005 YF77              | 24 de desembre de 2005 | Kitt Peak            | Spacewatch          |
| 199120 - | 2005 YX78              | 24 de desembre de 2005 | Kitt Peak            | Spacewatch          |
| 199121 - | 2005 YG82              | 24 de desembre de 2005 | Kitt Peak            | Spacewatch          |
| 199122 - | 2005 YT82              | 24 de desembre de 2005 | Kitt Peak            | Spacewatch          |
| 199123 - | 2005 YW83              | 24 de desembre de 2005 | Kitt Peak            | Spacewatch          |
| 199124 - | 2005 YQ90              | 26 de desembre de 2005 | Mount Lemmon         | Mount Lemmon Survey |
| 199125 - | 2005 YJ92              | 27 de desembre de 2005 | Mount Lemmon         | Mount Lemmon Survey |
| 199126 - | 2005 YA94              | 26 de desembre de 2005 | Catalina             | CSS                 |
| 199127 - | 2005 YF94              | 26 de desembre de 2005 | Catalina             | CSS                 |
| 199128 - | 2005 YG94              | 27 de desembre de 2005 | Catalina             | CSS                 |
| 199129 - | 2005 YN94              | 21 de desembre de 2005 | Kitt Peak            | Spacewatch          |
| 199130 - | 2005 YJ95              | 25 de desembre de 2005 | Kitt Peak            | Spacewatch          |
| 199131 - | 2005 YC96              | 25 de desembre de 2005 | Kitt Peak            | Spacewatch          |
| 199132 - | 2005 YO96              | 26 de desembre de 2005 | Kitt Peak            | Spacewatch          |
| 199133 - | 2005 YT98              | 26 de desembre de 2005 | Kitt Peak            | Spacewatch          |
| 199134 - | 2005 YN100             | 22 de desembre de 2005 | Kitt Peak            | Spacewatch          |
| 199135 - | 2005 YE107             | 25 de desembre de 2005 | Mount Lemmon         | Mount Lemmon Survey |
| 199136 - | 2005 YU107             | 25 de desembre de 2005 | Kitt Peak            | Spacewatch          |
| 199137 - | 2005 YN108             | 25 de desembre de 2005 | Kitt Peak            | Spacewatch          |
| 199138 - | 2005 YX112             | 25 de desembre de 2005 | Mount Lemmon         | Mount Lemmon Survey |
| 199139 - | 2005 YN116             | 25 de desembre de 2005 | Kitt Peak            | Spacewatch          |
| 199140 - | 2005 YA117             | 25 de desembre de 2005 | Kitt Peak            | Spacewatch          |
| 199141 - | 2005 YJ121             | 28 de desembre de 2005 | Mount Lemmon         | Mount Lemmon Survey |
| 199142 - | 2005 YB126             | 26 de desembre de 2005 | Kitt Peak            | Spacewatch          |
| 199143 - | 2005 YC126             | 26 de desembre de 2005 | Kitt Peak            | Spacewatch          |
| 199144 - | 2005 YL127             | 28 de desembre de 2005 | Palomar              | NEAT                |
| 199145 - | 2005 YY128             | 30 de desembre de 2005 | Kitt Peak            | Spacewatch          |
| 199146 - | 2005 YQ136             | 26 de desembre de 2005 | Kitt Peak            | Spacewatch          |
| 199147 - | 2005 YV136             | 26 de desembre de 2005 | Kitt Peak            | Spacewatch          |
| 199148 - | 2005 YG143             | 28 de desembre de 2005 | Mount Lemmon         | Mount Lemmon Survey |
| 199149 - | 2005 YV145             | 29 de desembre de 2005 | Socorro              | LINEAR              |
| 199150 - | 2005 YJ150             | 25 de desembre de 2005 | Kitt Peak            | Spacewatch          |
| 199151 - | 2005 YC154             | 29 de desembre de 2005 | Socorro              | LINEAR              |
| 199152 - | 2005 YG156             | 26 de desembre de 2005 | Mount Lemmon         | Mount Lemmon Survey |
| 199153 - | 2005 YP159             | 27 de desembre de 2005 | Kitt Peak            | Spacewatch          |
| 199154 - | 2005 YV164             | 29 de desembre de 2005 | Catalina             | CSS                 |
| 199155 - | 2005 YH166             | 27 de desembre de 2005 | Kitt Peak            | Spacewatch          |
| 199156 - | 2005 YL170             | 31 de desembre de 2005 | Kitt Peak            | Spacewatch          |
| 199157 - | 2005 YN170             | 31 de desembre de 2005 | Kitt Peak            | Spacewatch          |
| 199158 - | 2005 YG171             | 30 de desembre de 2005 | Socorro              | LINEAR              |
| 199159 - | 2005 YW171             | 22 de desembre de 2005 | Catalina             | CSS                 |
| 199160 - | 2005 YD174             | 28 de desembre de 2005 | Catalina             | CSS                 |
| 199161 - | 2005 YV176             | 22 de desembre de 2005 | Kitt Peak            | Spacewatch          |
| 199162 - | 2005 YC178             | 22 de desembre de 2005 | Kitt Peak            | Spacewatch          |
| 199163 - | 2005 YN179             | 27 de desembre de 2005 | Kitt Peak            | Spacewatch          |
| 199164 - | 2005 YB180             | 27 de desembre de 2005 | Kitt Peak            | Spacewatch          |
| 199165 - | 2005 YK180             | 30 de desembre de 2005 | 7300 Observatory     | W. K. Y. Yeung      |
| 199166 - | 2005 YS180             | 21 de desembre de 2005 | Catalina             | CSS                 |
| 199167 - | 2005 YH182             | 30 de desembre de 2005 | 7300 Observatory     | W. K. Y. Yeung      |
| 199168 - | 2005 YP184             | 27 de desembre de 2005 | Mount Lemmon         | Mount Lemmon Survey |
| 199169 - | 2005 YZ200             | 22 de desembre de 2005 | Kitt Peak            | Spacewatch          |
| 199170 - | 2005 YK202             | 25 de desembre de 2005 | Kitt Peak            | Spacewatch          |
| 199171 - | 2005 YD204             | 25 de desembre de 2005 | Mount Lemmon         | Mount Lemmon Survey |
| 199172 - | 2005 YH204             | 25 de desembre de 2005 | Mount Lemmon         | Mount Lemmon Survey |
| 199173 - | 2005 YU211             | 28 de desembre de 2005 | Catalina             | CSS                 |
| 199174 - | 2005 YR212             | 29 de desembre de 2005 | Socorro              | LINEAR              |
| 199175 - | 2005 YN213             | 29 de desembre de 2005 | Palomar              | NEAT                |
| 199176 - | 2005 YW216             | 29 de desembre de 2005 | Kitt Peak            | Spacewatch          |
| 199177 - | 2005 YU219             | 30 de desembre de 2005 | Socorro              | LINEAR              |
| 199178 - | 2005 YY220             | 22 de desembre de 2005 | Catalina             | CSS                 |
| 199179 - | 2005 YD226             | 25 de desembre de 2005 | Mount Lemmon         | Mount Lemmon Survey |
| 199180 - | 2005 YQ227             | 25 de desembre de 2005 | Kitt Peak            | Spacewatch          |
| 199181 - | 2005 YA235             | 28 de desembre de 2005 | Mount Lemmon         | Mount Lemmon Survey |
| 199182 - | 2005 YD246             | 30 de desembre de 2005 | Kitt Peak            | Spacewatch          |
| 199183 - | 2005 YU256             | 30 de desembre de 2005 | Kitt Peak            | Spacewatch          |
| 199184 - | 2005 YS263             | 25 de desembre de 2005 | Kitt Peak            | Spacewatch          |
| 199185 - | 2005 YU264             | 25 de desembre de 2005 | Kitt Peak            | Spacewatch          |
| 199186 - | 2005 YF267             | 24 de desembre de 2005 | Kitt Peak            | Spacewatch          |
| 199187 - | 2005 YP269             | 25 de desembre de 2005 | Mount Lemmon         | Mount Lemmon Survey |
| 199188 - | 2005 YY269             | 26 de desembre de 2005 | Mount Lemmon         | Mount Lemmon Survey |
| 199189 - | 2005 YL270             | 27 de desembre de 2005 | Mount Lemmon         | Mount Lemmon Survey |
| 199190 - | 2005 YF273             | 30 de desembre de 2005 | Kitt Peak            | Spacewatch          |
| 199191 - | 2005 YQ282             | 26 de desembre de 2005 | Mount Lemmon         | Mount Lemmon Survey |
| 199192 - | 2005 YK290             | 30 de desembre de 2005 | Mount Lemmon         | Mount Lemmon Survey |
| 199193 - | 2006 AM                | 3 de gener de 2006     | RAS                  | A. Lowe             |
| 199194 - | 2006 AO                | 3 de gener de 2006     | Gnosca               | S. Sposetti         |
| 199195 - | 2006 AD1               | 2 de gener de 2006     | Mount Lemmon         | Mount Lemmon Survey |
| 199196 - | 2006 AZ2               | 4 de gener de 2006     | Catalina             | CSS                 |
| 199197 - | 2006 AX3               | 5 de gener de 2006     | Kitami               | K. Endate           |
| 199198 - | 2006 AC5               | 2 de gener de 2006     | Catalina             | CSS                 |
| 199199 - | 2006 AP5               | 2 de gener de 2006     | Catalina             | CSS                 |
| 199200 - | 2006 AE6               | 2 de gener de 2006     | Socorro              | LINEAR              |